# Ashby - Una spia per amico
Ashby - Una spia per amico (Ashby) è un film del 2015 diretto da Tony McNamara.

## Trama
Il diciassettenne Ed Wallis stringe amicizia con il vicino di casa Ashby Holt al quale chiede aiuto per cambiare in meglio il proprio stile di vita. La loro amicizia viene però messa a dura prova quando Ed scopre che Ashby, oramai malato terminale, è un ex assassino della CIA che sta cercando di ottenere il perdono di Dio prima di morire.